# Ilya Abelev
Ilya Abelev (ur. 9 lipca 1992) – kanadyjski zapaśnik walczący w stylu wolnym. Brązowy medalista mistrzostw panamerykańskich w 2016. Trzeci na Akademickich mistrzostwach świata w 2012 roku. Zawodnik Uniwersytetu Nowego Brunszwiku